# Iglesia Arciprestal de la Asunción de Nuestra Señora (Pego)
La iglesia arciprestal de la Asunción de Nuestra Señora de Pego es el más importante templo católico de esta localidad, de estilo renacentista, construida en el siglo XVI sobre las ruinas de otra iglesia más pequeña, realizada a su vez sobre los restos de la mezquita de Uxola.

## Localización
Se encuentra ubicada dentro del recinto amurallado del núcleo de la población. En 1599 empezaron las obras a cargo de Joan Cambra, de origen francés, acabando en torno de 1614, con Pere Joan Mir. Posteriormente ha sufrido diferentes ampliaciones.

## Interés artístico
Es Bien de Relevancia Local con identificador número 03.30.102-026.
Conserva piezas artísticas de gran interés regional y nacional, entre ellas, el retablo de la Virgen de la Esperanza, del siglo XV, de estilo gótico, obra atribuida a Antoni Peris y Jaume Mateu; el pequeño retablo de la faz Cristo y de María, llamado "la doble Verónica", del siglo XIV, también de estilo gótico; la Cruz Procesional, de plata, datada en el siglo XV, en el gótico florido; el crucifijo de la Sacristía, del siglo XVI, la imagen del Santísimo Cristo de la Providencia, del siglo XV (que no la Virgen de la Providencia como a veces se cita); también existen lienzos del siglo XVIII y numerosas piezas de orfebrería de a partir del siglo XV hasta nuestros días. Cuenta con piezas cerámicas del siglo XVI y estucados en la capilla del Santísimo del siglo XVIII.
El actual retablo del altar mayor, así como la pintura de toda la iglesia es del valenciano Rafael Cardells y es de después de la Guerra civil española, pintados entre 1949 y 1963. También es de destacar la conservación muy amplia del archivo parroquial, que se conserva desde 1531.
El campanario, todo en piedra, de estilo barroco valenciano, una de las joyas de este arte en la diócesis, se construyó en torno al 1700, fruto del trabajo de Félix Pérez y del arquitecto Francisco Galtea.

## Rectorologio
(Fuente: Libro de Bautismos del Archivo Parroquial de Santa María de la villa de Pego, del Arzobispado i Reino de Valencia. 1533-1542. 1566-2011)

### SigloXXI
- Rvdo. Sr. D. Ernesto Sanchis Mompó (2018-), como cura párroco de Pego, Adsubia y Forna.
- Rvdo. Sr. D. José Daniel García Mejías (2006-2018)

### SigloXX
- Rvdo. Sr. D. Juan Melchor Seguí Sarrió (1998-2006)
- Rvdo. Sr. D. Vicente Peiró Gregori (1980-1998)
- Rvdo. Sr. D. Vicente Pastor Alcina (1963-1980)
- Rvdo. Sr. Dr. D. Ramón Martínez Penedés (1942-1963)
- Rvdo. Sr. Dr. D. Federico Cervera Miquel, ecónomo (1939-1942)
- Siervo de Dios Rvdo. Sr. D. Jacinto Grau Magraner, mártir de la Guerra civil española (1913-1936)
- Rvdo. Sr. D. Joaquín Mora, ecónomo (1912-1913)
- Rvdo. Sr. D. Pascual Bru, ecónomo (1911-1912)
- Rvdo. Sr. D. Juan Bautista Giner (1903-1910)

### SigloXIX
- Rvdo. Sr. D. Sebastián Aguilera, ecónomo (1895-1903)
- Rvdo. Sr. D. Vicente Sanz (1878-1895)
- Rvdo. Sr. D. Francisco Pasqual Sendra, ecónomo (1875-1876), 2.ª vez
- Rvdo. Sr. D. Mariano Vilanova (1863-1874)
- Rvdo. Sr. D. Francisco Pasqual Sendra, ecónomo (1862-1865), 1.ª vez
- Rvdo. Sr. D. Francisco Botella (1843-1853)
- Rvdo. Sr. D. José Montiel (1836-1838)
- Rvdo. Sr. Dr. D. José Vicente Durà (1829-1835)
- Rvdo. Sr. D. Manuel Andreu, ecónomo (1825-1827)
- Rvdo. Sr. D. Juan Bautista García, ecónomo (1823-1825), 2.ª vez
- Rvdo. Sr. D. Ramón Gómez de Bustamant, ecónomo (1821-1823)
- Rvdo. Sr. D. Juan Bautista García, ecónomo (1815-1821), 1.ª vez
- Rvdo. Sr. Dr. D. Juan Agustín Ibáñez (1810-1814)
- Rvdo. Sr. Dr. D. Juan Nadal, ecónomo (1809-1810)

### SigloXVIII
- Rvdo. Sr. Dr. D. Manuel de Noé (1792-1808)
- Rvdo. Sr. Dr. D. Pasqual Morera, ecónomo (1791)
- Rvdo. Sr. Dr. D. Pedro Vicente Calbo (1786-1791)
- Rvdo. Sr. D. Bernardo Torra, ecónomo y regente (1785-1786)
- Rvdo. Sr. Dr. D. Juan Geronimo Garrido (1755-1785)
- Rvdo. Sr. Dr. D. Bautista Galbis, ecónomo (1754-1755), también vicario (1732-1755)
- Rvdo. Sr. Dr. D. Felipe Calatayud (1734-1754)
- Rvdo. Sr. Dr. D. Roch Monsó (1726-1733)
- Rvdo. Sr. Dr. D. Joachim Marco (1703-1724)

### SigloXVII
- Rvdo. Sr. Dr. D. Jusep Cortina (1661-1699)
- Rvdo. Sr. Dr. D. Joan Almunia (1629-1659)
- Rvdo. Sr. Dr. D. Jaume Giner (1618-1628)
- Rvdo. Sr. Dr. D. Jaume Vives (1610-1618)

### SigloXVI
- Rvdo. Sr. D. Hieroni Vives (1566-1609), primer cura que consta en los archivos parroquiales.
- Rvdo. Sr. D. Joan Pelleia, vicari temporal (1533-1542), primer presbítero que consta en los archivos parroquiales.

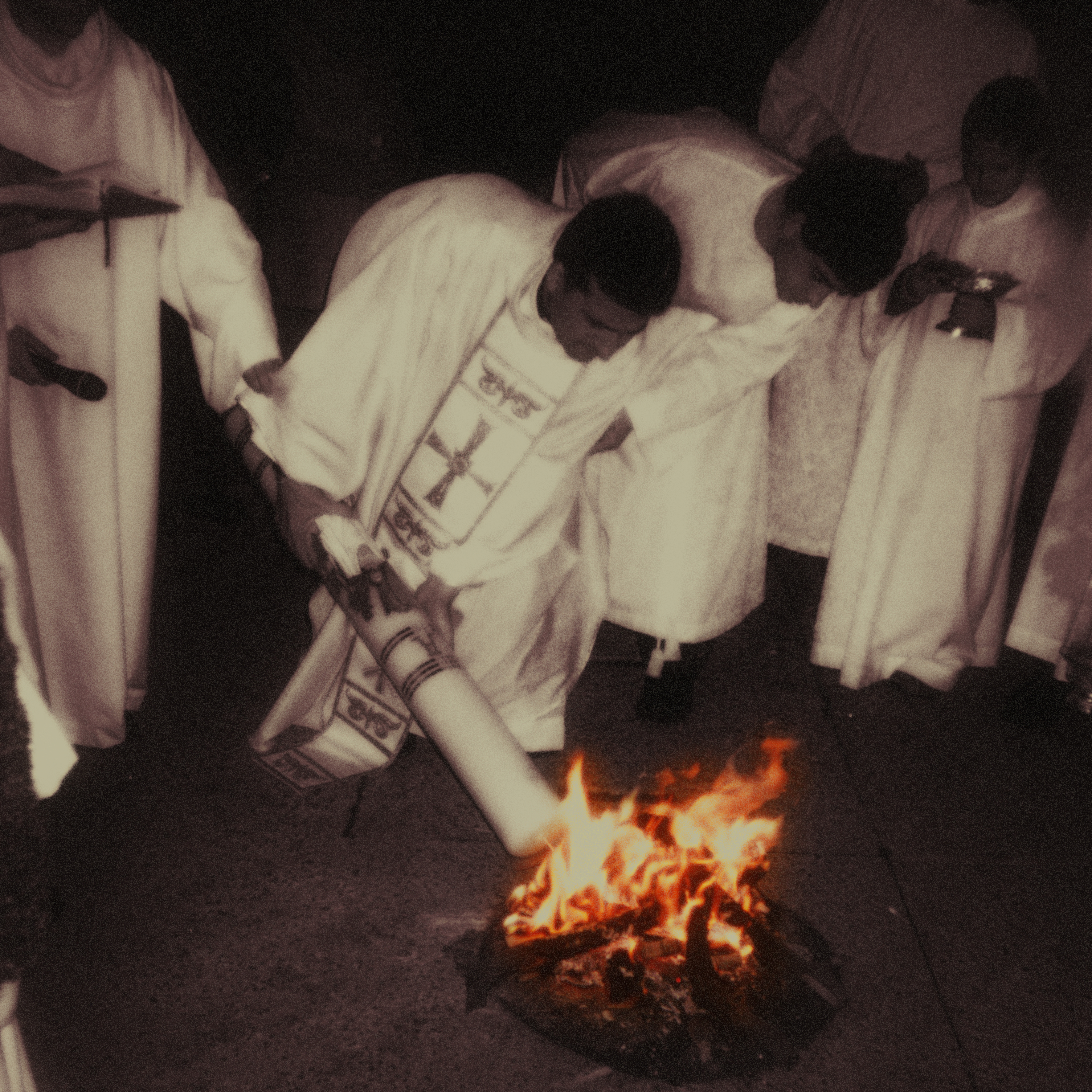
Imagen del Rvdo. Sr. D. Juan Melchor Seguí Sarrió, párroco-arcipreste, en la noche de Pascua, encendiendo la luz del cirio Pascual en la Vigilia Pascual en el atrio de la iglesia arciprestal de Pego. Viste una casulla artesanal realizada por las HH. Oblatas de Cristo Sacerdote de Moncada y ayudado por el Colegio de Monaguillos. La Foto ganó el segundo premio del concurso de fotografía de Semana Santa de 2007.

(...)